# Димитър Димитров (генерал-лейтенант)
Вижте пояснителната страница за други личности с името Димитър Димитров.
Вижте пояснителната страница за други личности с името Димитър Димитров (генерал).
 Димитър Радославов Димитров е български офицер, генерал-лейтенант, началник на Национална служба за охрана (2007 – 2012) и кмет на град Етрополе от 2015 година.

## Биография
Роден е в Етрополе на 23 юли 1961 г. Завършва спортно училище в Правец, а след това и висше образование във ВИФ „Георги Димитров“ (сега Национална спортна академия).
Между 1985 и 1987 г. е треньор по борба в родния си град. Завършва стратегически курс към Военната академия в София. Отделно изкарва курсове към ВИПОНД-МВР и Държавния департамент на САЩ.
От 1987 е лейтенант-разузнавач. Служител на Управлението за безопасност и охрана на Държавна сигурност. Бил е последователно инспектор, старши инспектор, главен инспектор, началник група II степен, началник на сектор. На 25 юни 2004 г. е назначен за заместник-началник на Националната служба за охрана при Президента на Република България. На 4 май 2005 г. и на 25 април 2006 г. е преназначен на същата длъжност, последното считано от 1 юни 2006 г. и удостоен с висше офицерско звание бригаден генерал. На 26 април 2007 г. е освободен от длъжността заместник-началник на Националната служба за охрана при президента на Република България, назначен за началник на Националната служба за охрана при президента на Република България, двете считани от 15 май 2007 г. и удостоен с висше офицерско звание генерал-майор. На 3 май 2010 г. е удостоен с висше офицерско звание генерал-лейтенант. На 22 юни 2011 г. е награден с орден „За военна заслуга“ първа степен за големите му заслуги и за дългогодишната му безупречна служба за опазване на националната сигурност и обществения ред в Република България. На 23 май 2012 г. генерал-лейтенант Димитър Димитров е освободен от длъжността началник на Националната служба за охрана и от военна служба.
Кмет е на Етрополе от 2015 г.

## Военни звания
- Лейтенант (17 юни 1987)
- Старши лейтенант (1990)
- Капитан (1994)
- Майор (1997)
- Подполковник (2000)
- Полковник (2003)
- Бригаден генерал (25 април 2006)
- Генерал-майор (26 април 2007)
- Генерал-лейтенант (3 май 2010)